# 3000 mil do Graceland
3000 mil do Graceland (ang. 3000 Miles to Graceland) – amerykański film sensacyjny z 2001 roku w reżyserii Demiana Lichtensteina. Wyprodukowany przez Warner Bros. Pictures.

## Opis fabuły
Las Vegas. Michael (Kurt Russell) i jego wspólnicy napadają na kasyno. Przebrani za Elvisa Presleya kradną trzy milony dolarów. Szef bandy, Murphy (Kevin Costner), próbuje zabić pozostałych i zagarnąć łup. Michaelowi udaje się go obezwładnić i uciec z gotówką. Murphy rusza jego tropem.

## Obsada
- Kurt Russell jako Michael Zane
- Kevin Costner jako Thomas J. Murphy
- Courteney Cox jako Cybil Waingrow
- Christian Slater jako Hanson
- Kevin Pollak jako Damitry
- David Arquette jako Gus
- Jon Lovitz jako Jay Peterson
- Howie Long jako Jack
- Thomas Haden Church jako Quigley
- Bokeem Woodbine jako Franklin
- Ice-T jako Hamilton
- Paul Anka jako kierownik w kasynie

i inni